# Malá Bránica

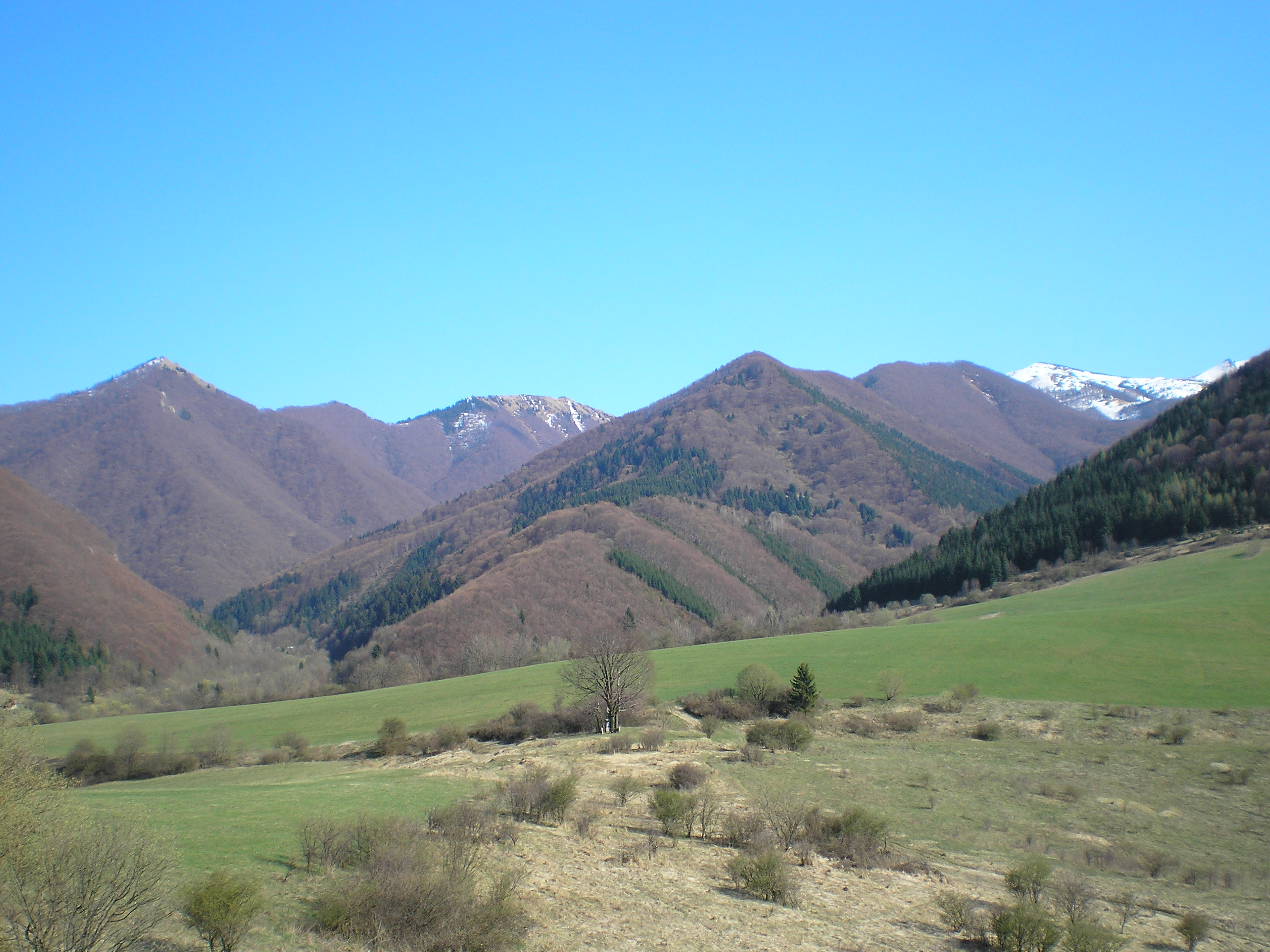
Doliny Veľká Bránica i Malá Bránica

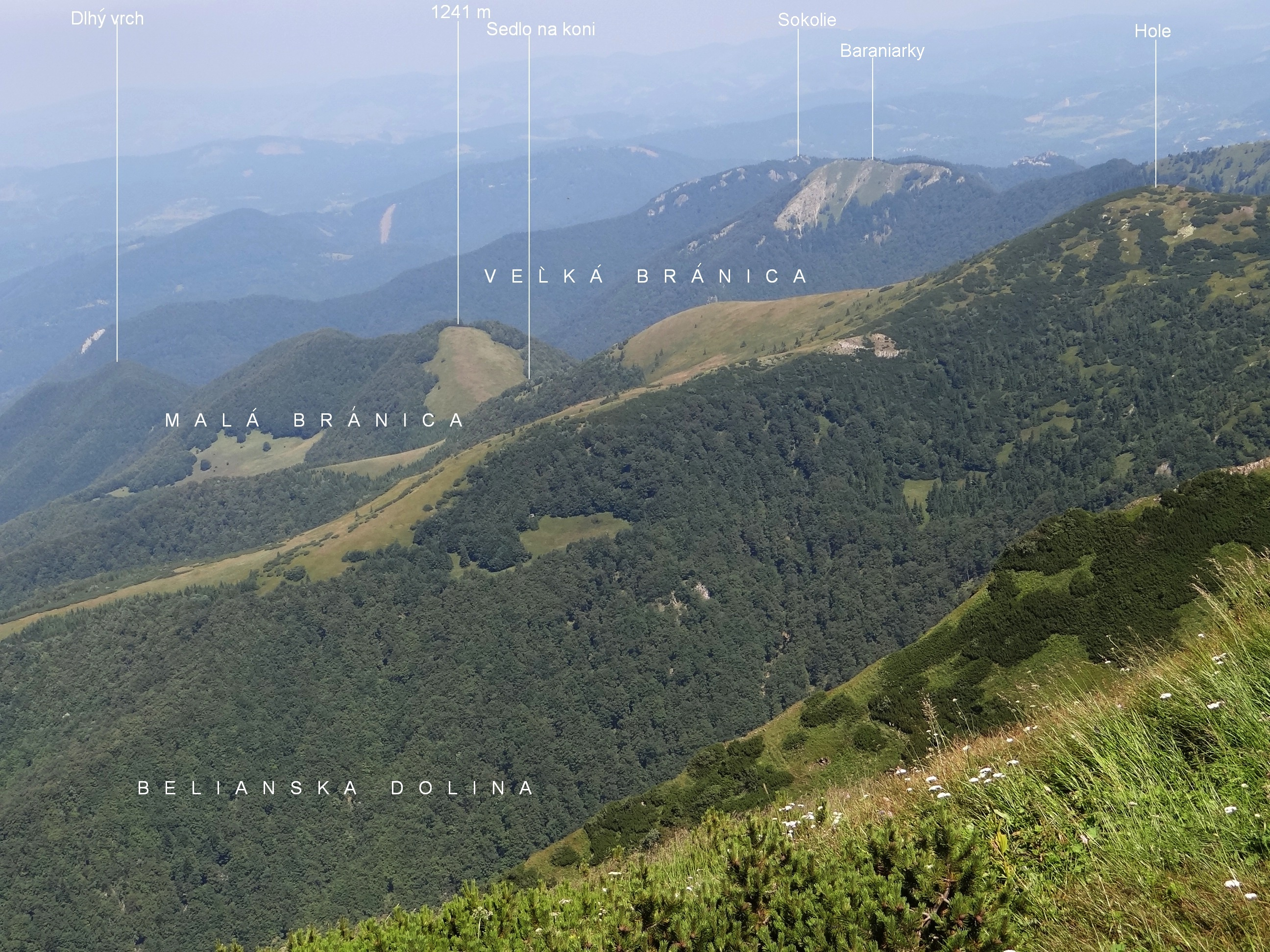
Widok z Małego Krywania

Malá Bránica – dolina na północnej stronie Małej Fatry Krywańskiej w paśmie Mała Fatra na Słowacji. Jest doliną walną. Górą podchodzi pod szczyt Hole (1466 m). Opada w północno-zachodnim kierunku, niżej zakręcając  na północ. Uchodzi do doliny rzeki Varínka razem z sąsiednią doliną Veľká Bránica. Obydwie doliny mają wspólne ujście w miejscowości Belá na wysokości około 510 m n.p.m. Orograficznie prawe zbocza doliny Malá Bránica tworzy odchodzący od szczytu Hole grzbiet, który poprzez Sedlo na koni, wierzchołek 1241 m i Dlhý vrch opada do doliny rzeki Varínka. Zbocza lewe tworzy drugi grzbiet Hole ze szczytami: Kuriková, Vysoký vrch i Kykula.
Veľká Bránica jest w większości zalesiona, tylko  w najwyższych partiach, pod szczytem Hole jest trawiasta. Na zboczach znajdują się też polany będące pozostałością dawnego pasterstwa. Dolna część doliny jest zamieszkała (osiedle miejscowości Belá) i dnem doliny prowadzi tutaj szosa. Doliną spływa potok Malá Bránica i prowadzi znakowany szlak turystyczny.

## Szlak turystyczny
Belá – Malá Bránica – Sedlo na koni – Bublen. Czas przejścia: 2.50 h